# Hentgesnaaf
Hentgesnaaf ist ein Ortsteil von Marialinden in der Stadt Overath im Rheinisch-Bergischen Kreis in Nordrhein-Westfalen, Deutschland.

## Lage und Beschreibung
Hentgesnaaf liegt nahe der Grenze zum Rhein-Sieg-Kreis. Der kleine Ortsteil mit einigen bergischen Fachwerkhäusern und Höfen ist etwas versteckt zu finden innerhalb der Gabelung der Landesstraße 360 (der alten Brüderstraße) und der Landesstraße 153 in Richtung Federath. Die nächstgelegenen Ortsteile sind Bixnaaf, Bixnaafermühle und Hagen.

## Geschichte
Der Bachname Naaf, im 13. Jahrhundert als de Nafe, 1555 als die Nave genannt, ist ein Flussnamenwort indogermanischer Herkunft, dessen Wurzel im Deutschen nicht nachweisbar ist. Die Bedeutung scheint neutral Fluss zu sein und ist mit griech. nao (= fließe), lat. nato (= schwimme), navis (= Schiff) verwandt. Das Bestimmungswort Hentges leitet sich vermutlich von einem Diminutiv des Personennamens Heinrich oder Hans (Hänschen) ab.
Die Topographia Ducatus Montani des Erich Philipp Ploennies, Blatt Amt Steinbach, belegt, dass der Wohnplatz bereits 1715 drei Hofstellen besaß, die als Henges Naf beschriftet sind. Carl Friedrich von Wiebeking benennt die Hofschaft auf seiner Charte des Herzogthums Berg 1789 als Hengesnaf. Aus ihr geht hervor, dass der Ort zu dieser Zeit Teil der Honschaft Oderscheid im Kirchspiel Overath war.
Der Ort ist auf der Topographischen Aufnahme der Rheinlande von 1825 als Hensches-Naaf verzeichnet. Die Preußische Uraufnahme von 1845 zeigt den Wohnplatz unter dem Namen Hentgesnaf. Ab der Preußischen Neuaufnahme von 1892 ist der Ort auf Messtischblättern regelmäßig als Hentgesnaaf verzeichnet.
Der Ort lag im Nahbereich südlich der Brüderstraße, einer bedeutenden mittelalterlichen Altfernstraße von Flandern über Köln nach Leipzig.
1822 lebten 25 Menschen im als Hof und Mühle kategorisierten Ort, der nach dem Zusammenbruch der napoleonischen Administration und deren Ablösung zur Bürgermeisterei Overath im Kreis Mülheim am Rhein gehörte und zu dieser Zeit Hentschesnaf genannt wurde. Für das Jahr 1830 werden für den als Hof mit Mühle bezeichneten Ort unter dem Namen Hentscheshof 29 Einwohner angegeben. Der 1845 laut der Uebersicht des Regierungs-Bezirks Cöln als Hentgesnaf bezeichnete und als Hof kategorisierte Ort besaß zu dieser Zeit sieben Wohngebäude mit 49 Einwohnern, alle katholischen Bekenntnisses. Die Gemeinde- und Gutbezirksstatistik der Rheinprovinz führt Hentgesnaaf 1871 mit sieben Wohnhäusern und 36 Einwohnern auf. Im Gemeindelexikon für die Provinz Rheinland von 1888 werden für Hentgesnaaf sechs Wohnhäuser mit 34 Einwohnern angegeben. 1895 besitzt der Ort sechs Wohnhäuser mit 27 Einwohnern und gehörte konfessionell zum katholischen Kirchspiel Marialinden, 1905 werden fünf Wohnhäuser und 29 Einwohner angegeben.
Am 2. November 2001 wurde aus unbekannten Gründen ein 34-jähriger Mann aus Oberhausen mit vorgehaltener Pistole entführt und nach einer längeren Fahrt über Düsseldorf und Köln nach Hentgesnaaf verbracht. Dort konnten ihn Passanten aus dem Kofferraum eines PKW befreien, die beiden Entführer waren zu dem Zeitpunkt nicht mehr anwesend.

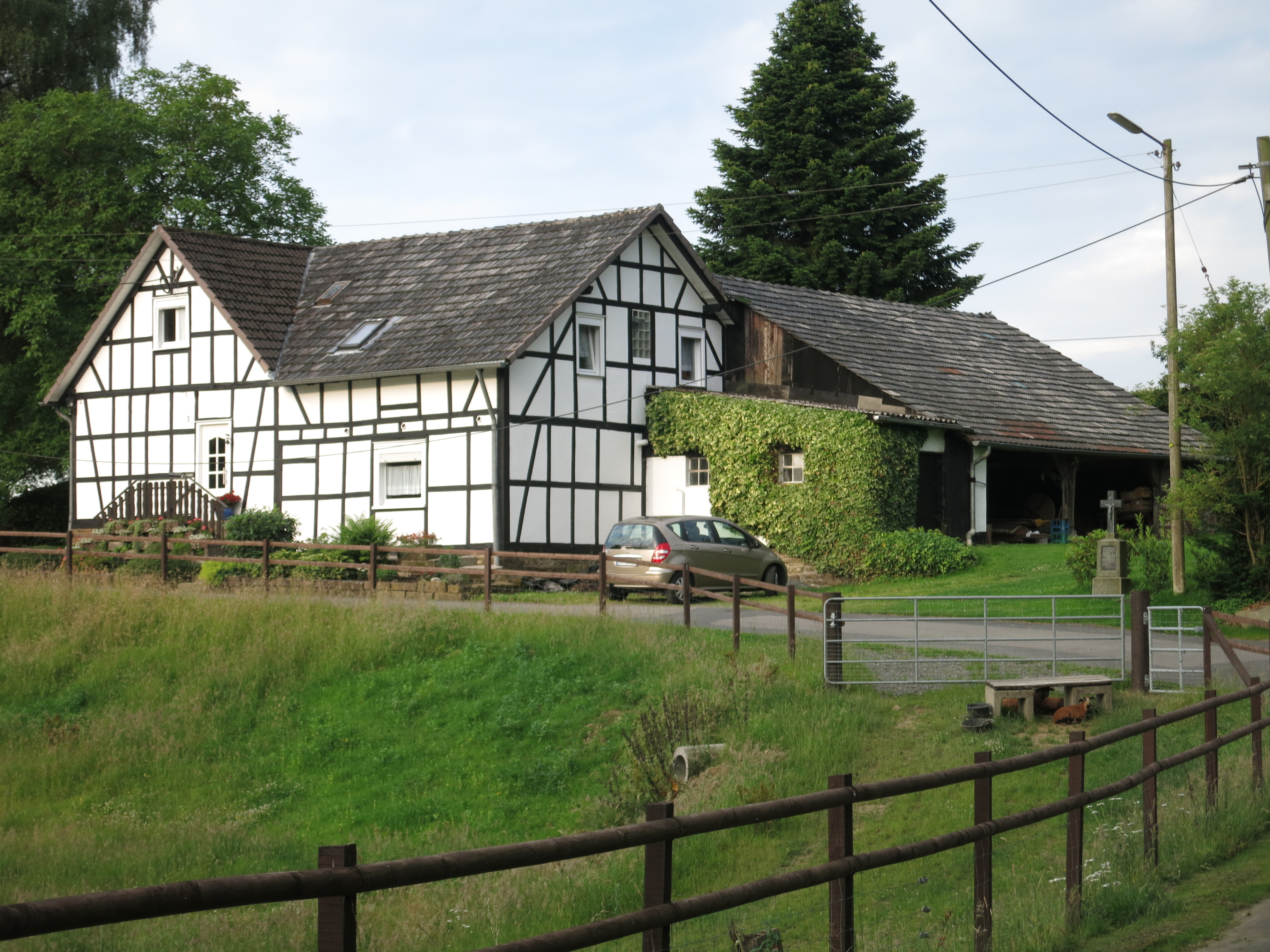
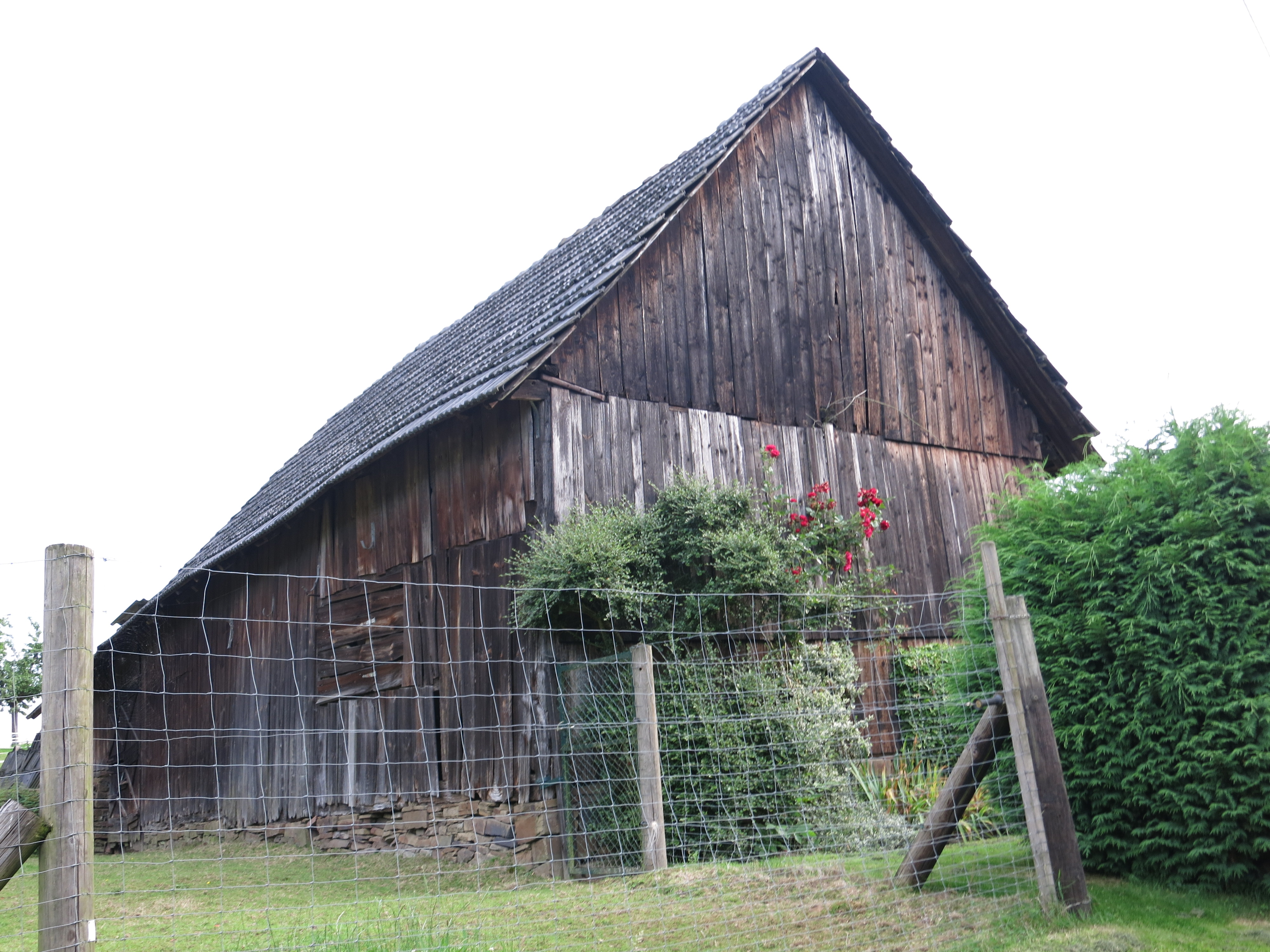
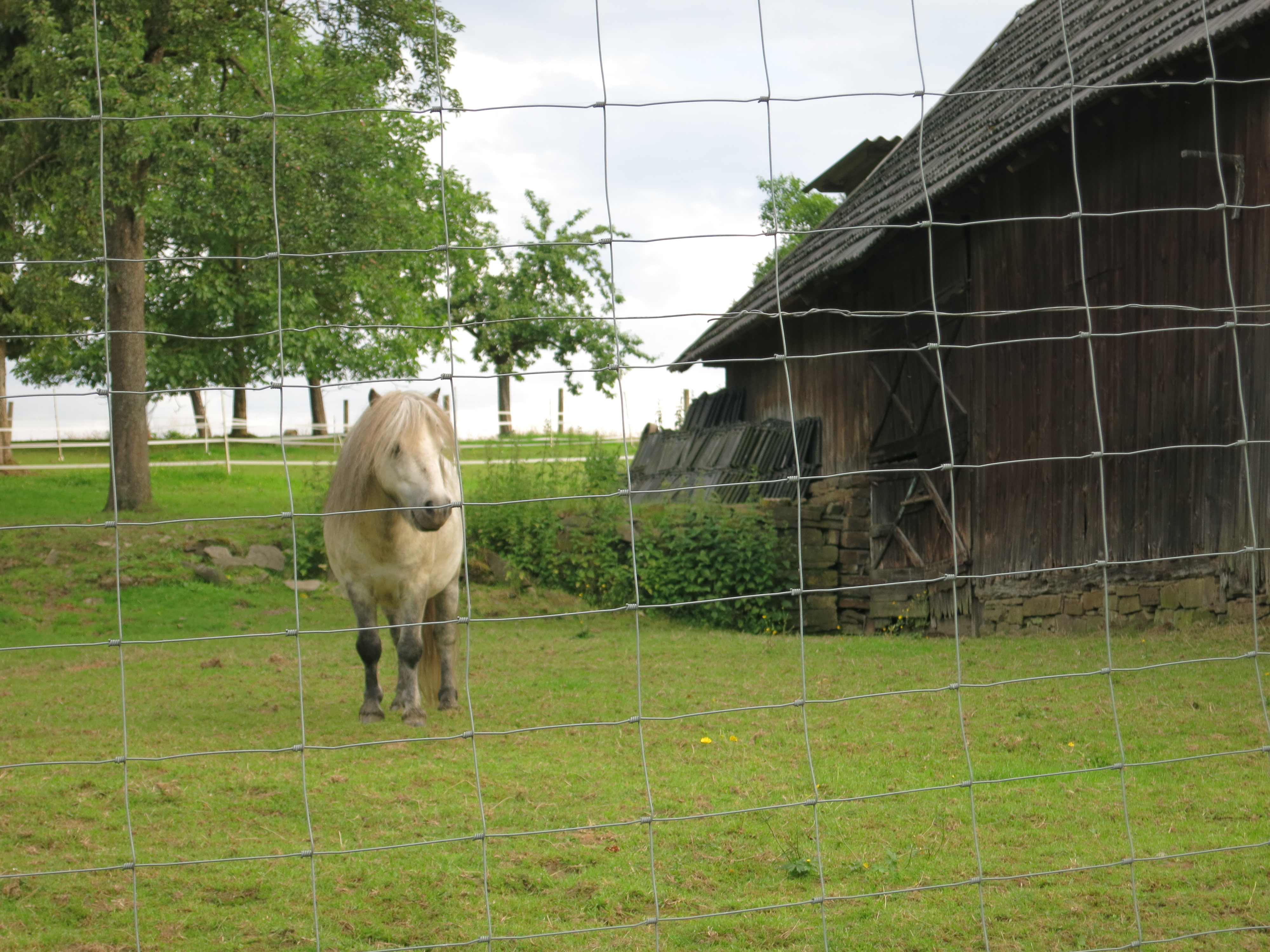
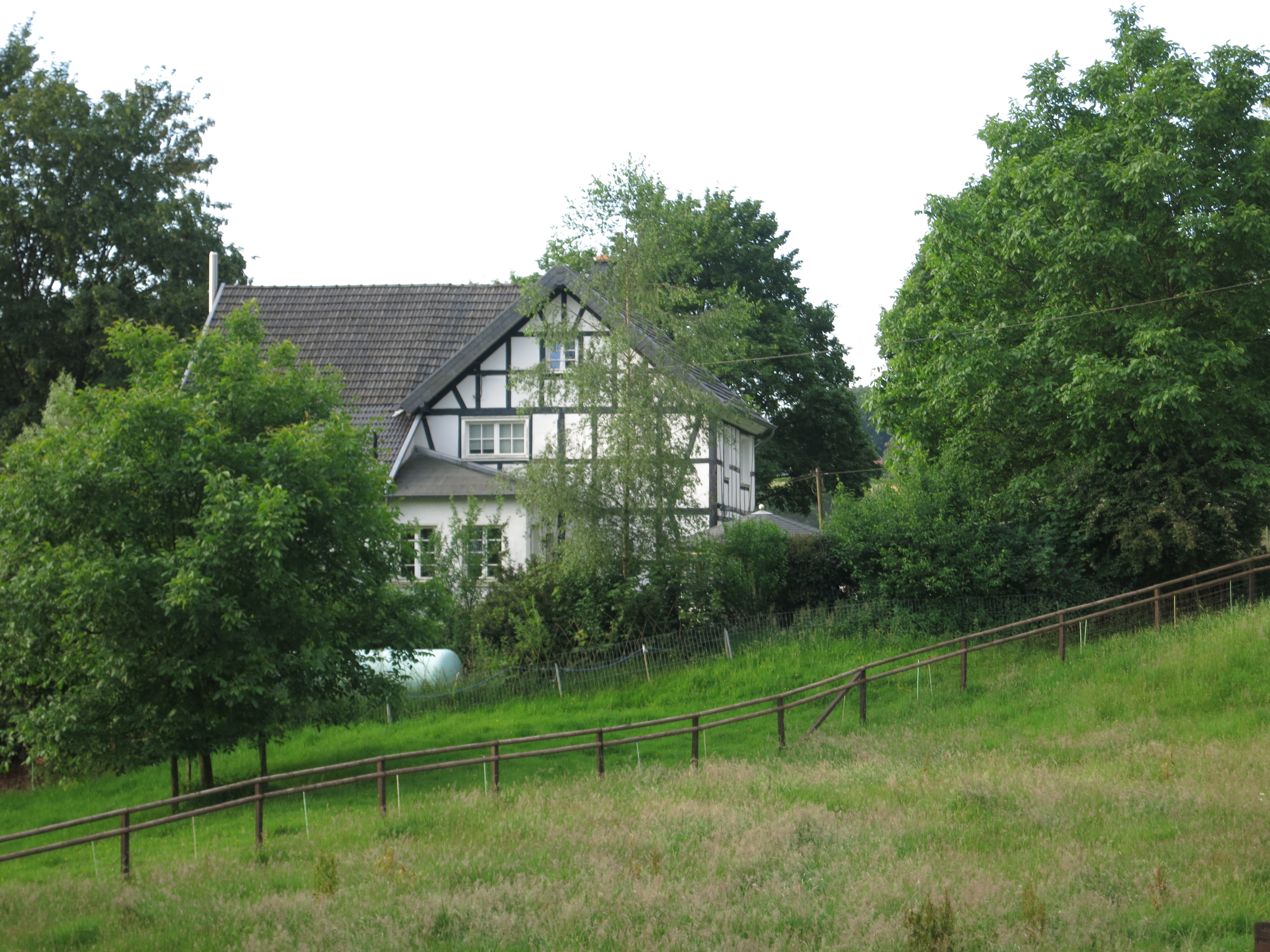